# Fleuve noir (film)
Pour les articles homonymes, voir Fleuve noir.
Pour plus de détails, voir Fiche technique et Distribution.
Fleuve noir est un film à suspense français coécrit et réalisé par Érick Zonca, sorti en 2018.
Il s’agit de l’adaptation du roman israélien Une Disparition Inquiétante (Tik Ne'edar) de Dror Mishani, publié en 2011.

## Synopsis
Après la disparition du jeune Dany Arnault, le commandant de police François Visconti, tourmenté et alcoolique, soupçonne Yan Bellaile, le professeur particulier de français du jeune homme.

## Fiche technique
- Titre original : Fleuve noir
- Réalisation : Érick Zonca
- Scénario : Lou de Fanget Signolet et Érick Zonca, d'après le roman Une disparition inquiétante  (Tik Ne'edar) de Dror Mishani
- Musique : Rémi Boubal
- Décors : Christophe Couzon et Djamil Mostefaoui
- Costumes : Nathalie Benros
- Photographie : Paolo Carnera
- Son : Nicolas Cantin
- Montage : Philippe Kotlarski
- Production : Olivier Delbosc
- Production étrangère : Jacques-Henri Bronckart et Olivier Bronckart
- production associée : Émilien Bignon, Jacques-Henri Bronckart, Olivier Bronckart et Philippe Logie
- Sociétés de production : Curiosa Films et Mars Films ; Versus Production (production étrangère) ; France 2 Cinéma (coproduction) ; SOFICA LBPI 10, Manon 7 (en association avec)
- Société de distribution : Mars Distribution ; Agora Films Suisse (Suisse romande), MK2/Mile End (Québec), O'Brother Distribution (Belgique)
- Pays de production :  France
- Langue originale : français
- Format : couleur Panavision
- Genre : thriller
- Durée : 114minutes
- Dates de sortie :
  - France, Suisse romande : 18 juillet 2018
  - Québec : 3 août 2018
- + Belgique : 8 août 2018
- Classification :
  - France : Tout public lors de sa sortie ne salles puis déconseillé aux moins de 12 ans à la télévision

## Distribution
- Vincent Cassel : Commandant François Visconti
- Romain Duris : Yan Bellaile, le professeur de français
- Sandrine Kiberlain : Solange Arnault
- Charles Berling : Marc, inspecteur de police
- Élodie Bouchez : Lola Bellaile, l'épouse du professeur
- Hafsia Herzi : Chérifa, collègue de Visconti
- Jérôme Pouly : Raphaël Arnault
- Lauréna Thellier : Marie Arnault
- Sadek : le collègue de Visconti

## Production
Le rôle de François Visconti devait être initialement interprété par Gérard Depardieu, qui officiellement quitta le tournage au bout de trois jours, à la suite d'une hospitalisation. Vincent Cassel est donc engagé pour remplacer Depardieu. Pourtant, Sandrine Kiberlain déclare qu'elle n'a pas apprécié le tournage, et refuse d'en dire plus. Le journaliste Patrick Cohen ainsi que Nanarland déclarent que Depardieu a quitté le tournage du fait de l'ambiance délétère, le journaliste ajoutant que Zonca a une réputation difficile. Le réalisateur reconnaît des désaccords mais assure que le tournage s'est bien passé et ne comprend pas les accusations,.

## Accueil

### Critiques
Lors de sa sortie en France, le site Allociné recense une moyenne des critiques de presse de 2,6/5, et des critiques de spectateurs à 3/5.
Le film est éreinté par la plupart des grands médias : Le Monde résume « Fleuve noir accumule les clichés du genre, et Vincent Cassel cabotine jusqu’au grotesque » ; Télérama publie une critique Pour/Contre : « De grands acteurs pour un film sur le besoin maladif d’aimer. », « Rien ne fonctionne dans ce polar glauque. Ni l’intrigue (peu crédible), ni le rythme (apathique), ni le cabotinage (ridicule) de ses stars ».
Les critiques du Masque et la Plume sont d'avis partagés même si certains d'entre eux ont des mots très durs à propos du film : « Il n'y a rien à sauver », « caricature de polar poisseux ».
Le film est entré au répertoire du site spécialisé Nanarland.

### Box-office
Les deux premières semaines d'exploitation ne permettent pas au film de dépasser les 200 000 entrées, il cumule finalement un peu moins de 300 000 entrées. Le film est donc un échec commercial.